# Associazione Sportiva Volley Lube 2015-2016
Questa voce raccoglie le informazioni riguardanti l'Associazione Sportiva Volley Lube nelle competizioni ufficiali della stagione 2015-2016.

## Stagione
La stagione 2015-16 è per l'Associazione Sportiva Volley Lube, sponsorizzata dalla Cucine Lube e dalla Banca delle Marche, quest'ultima sponsorizzazione non utilizzata in campo europeo, oltre a riportare nella denominazione la città di Civitanova Marche, sede del campo di gioco, la ventunesima consecutiva in Serie A1; come allenatore viene confermato Gianlorenzo Blengini, mentre la rosa è in parte modificata, con le conferme di Simone Parodi, Jiří Kovář, Dragan Stanković, Alessandro Fei, Marko Podraščanin e Giulio Sabbi, quest'ultimo ceduto a metà stagione. Tra i nuovi acquisti spiccano quelli di Osmany Juantorena, Micah Christenson, Enrico Cester, Jenia Grebennikov e Klemen Čebulj, mentre tra le cessioni quelle di Michele Baranowicz, Hubert Henno, Bartosz Kurek, Konstantin Shumov e Natale Monopoli.
Il campionato si apre con sette vittorie consecutive: la prima sconfitta arriva all'ottava giornata, in casa, a opera del Modena Volley; dopo due nuovi successi arriva nuovamente uno stop all'ultima giornata del girone di andata, contro la Trentino Volley, chiudendo al secondo posto e ottenendo la qualificazione alla Coppa Italia. Nel girone di ritorno la formazione marchigiana ottiene esclusivamente vittorie, terminando la regular season al primo posto. Nei quarti di finale dei play-off scudetto ha la meglio in tre gare sulla Top Volley, accedendo alle semifinali dove incontra la Sir Safety Perugia. La squadra di Perugia vince le prime due gare, mentre quella di Treia si aggiudica gara 3: in gara vince ancora la Sir Safety Umbria eliminando così l'Associazione Sportiva Volley Lube.
Grazie al secondo posto al termine del girone di andata 2015-16 la squadra partecipa alla Coppa Italia; l'Associazione Sportiva Volley Lube accede alla Final Four di Assago vincendo i quarti di finale, sia nella gara di andata che in quella di ritorno, contro la Top Volley: in semifinale è però sconfitta al tie-break dalla Trentino Volley.
Grazie al terzo posto in regular season e l'uscita ai quarti di finale della Serie A1 2014-15 la squadra di Macerata si qualifica alla Champions League; supera la fase a gironi con il primo posto nel proprio raggruppamento con cinque vittorie e una sola sconfitta. Nei play-off a 12 si aggiudica sia la gara di andata che quella di ritorno l'Arkas Spor Kulübü, mentre nei play-off a 6 dopo aver vinto la partita di andata, perde quella di ritorno contro l'Halk Bankası Spor Kulübü, ma grazie al successo al Golden set ottiene il passaggio alla Final Four di Cracovia. In semifinale va di scena il derby italiano con la Trentino Volley: il successo della squadra trentina per 3-0 costringe la formazione marchigiana a disputare la finale per il terzo posto, vinta poi contro l'Asseco Resovia.

## Organigramma societario
Area direttiva
- Presidente: Simona Sileoni
- Presidente onorario: Fabio Giulianelli, Luciano Sileoni
- Vicepresidente: Albino Massaccesi

Area organizzativa
- Team manager: Claudio Leonardi
- Segreteria generale: Sergio Bartoloni
- Direttore sportivo: Stefano Recine

Area tecnica
- Allenatore: Gianlorenzo Blengini
- Allenatore in seconda: Giancarlo D'Amico
- Scout man: Enrico Massaccesi, Roberto Taddei
- Responsabile settore giovanile: Mario Picchio
- Direttore tecnico settore giovanile: Gianni Rosichini
- Assistente allenatori: Alfredo Martilotti

Area comunicazione
- Ufficio stampa: Carlo Perri, Marco Tentella
- Relazioni esterne: Marco Tentella
- Webmaster: Mirko Giardetti

Area marketing
- Ufficio marketing: Paolo Prenna

Area sanitaria
- Medico: Mariano Avio, Danilo Compagnucci
- Preparatore atletico: Massimo Merazzi
- Fisioterapista: Marco Frontaloni
- Osteopata: Giuseppe Antinori

## Rosa
| N° | Nome              | Ruolo | Data di nascita   | Nazionalità sportiva |
| -- | ----------------- | ----- | ----------------- | -------------------- |
| 1  | Alessandro Fei    | C/O   | 29 novembre 1978  | Italia               |
| 2  | Pasquale Gabriele | S     | 5 gennaio 1991    | Italia               |
| 3  | Simone Parodi     | S     | 16 giugno 1986    | Italia               |
| 5  | Osmany Juantorena | S     | 12 giugno 1986    | Italia               |
| 6  | Marco Vitelli     | C     | 4 aprile 1996     | Italia               |
| 7  | Dragan Stanković  | C     | 18 ottobre 1985   | Serbia               |
| 8  | William Priddy    | S     | 1º ottobre 1977   | Stati Uniti          |
| 9  | Jiří Kovář        | S     | 10 aprile 1989    | Italia               |
| 14 | Giulio Sabbi      | S/O   | 10 agosto 1989    | Italia               |
| 11 | Micah Christenson | P     | 8 maggio 1993     | Stati Uniti          |
| 12 | Enrico Cester     | C     | 16 marzo 1988     | Italia               |
| 13 | Jenia Grebennikov | L     | 13 agosto 1990    | Francia              |
| 14 | Ivan Miljković    | S/O   | 13 settembre 1979 | Italia               |
| 15 | Antonio Corvetta  | P     | 28 agosto 1977    | Italia               |
| 16 | Klemen Čebulj     | S     | 21 febbraio 1992  | Slovenia             |
| 18 | Marko Podraščanin | C     | 29 agosto 1987    | Serbia               |

## Mercato
| Acquisti | Acquisti          | Acquisti            | Acquisti   |
| R.       | Nome              | da                  | Modalità   |
| -------- | ----------------- | ------------------- | ---------- |
| S        | Klemen Čebulj     | Porto Robur Costa   | definitivo |
| C        | Enrico Cester     | Porto Robur Costa   | definitivo |
| P        | Micah Christenson | Southern California | definitivo |
| P        | Antonio Corvetta  | Città di Castello   | definitivo |
| S        | Pasquale Gabriele | Porto Robur Costa   | definitivo |
| L        | Jenia Grebennikov | Friedrichshafen     | definitivo |
| S        | Osmany Juantorena | Halkbank            | definitivo |
| S/O      | Ivan Miljković    | Fenerbahçe          | definitivo |
| S        | William Priddy    | inattivo            | definitivo |

| Cessioni | Cessioni            | Cessioni            | Cessioni   |
| R.       | Nome                | a                   | Modalità   |
| -------- | ------------------- | ------------------- | ---------- |
| P        | Michele Baranowicz  | BluVolley Verona    | definitivo |
| S        | Dušan Bonačić       | Ciudad              | definitivo |
| S        | Pasquale Gabriele   | Rinascita Lagonegro | prestito   |
| P        | Ricardo Garcia      | VBCE                | definitivo |
| L        | Hubert Henno        | Tours               | definitivo |
| S        | Bartosz Kurek       | Asseco Resovia      | definitivo |
| P        | Natale Monopoli     | Tuscania            | definitivo |
| L        | Alessandro Paparoni | -                   | ritirato   |
| S/O      | Giulio Sabbi        | Shanghai            | prestito   |
| C        | Konstantin Shumov   | Hurrikaani-Loimaa   | definitivo |

## Risultati

### Serie A1

#### Girone di andata
| 1ª giornata - 25 ottobre 2015 PalaGalassi, Forlì                 | Porto Robur Costa  | 2 - 3 | Lube              | 26-24, 25-23, 18-25, 20-25, 9-15  |
| 2ª giornata - 1º novembre 2015 PalaCivitanova, Civitanova Marche | Lube               | 3 - 1 | Piacenza          | 25-18, 21-25, 25-17, 25-20        |
| 3ª giornata - 8 novembre 2015 PalaCivitanova, Civitanova Marche  | Lube               | 3 - 2 | Top Volley Latina | 25-20, 23-25, 23-25, 25-23, 15-11 |
| 4ª giornata - 11 novembre 2015 PalaSanLazzaro, Padova            | Padova             | 1 - 3 | Lube              | 22-25, 25-16, 10-25, 23-25        |
| 5ª giornata - 15 novembre 2015 PalaEvangelisti, Perugia          | Sir Safety Perugia | 0 - 3 | Lube              | 16-25, 22-25, 22-25               |
| 6ª giornata - 22 novembre 2015 PalaCivitanova, Civitanova Marche | Lube               | 3 - 0 | BluVolley Verona  | 25-22, 25-21, 25-20               |
| 7ª giornata - 25 novembre 2015 PalaBorsani, Castellanza          | Powervolley Milano | 0 - 3 | Lube              | 13-25, 18-25, 16-25               |
| 8ª giornata - 29 novembre 2015 PalaCivitanova, Civitanova Marche | Lube               | 2 - 3 | Modena            | 22-25, 19-25, 25-18, 25-19, 15-17 |
| 9ª giornata - 6 dicembre 2015 PalaPoli, Molfetta                 | Molfetta           | 1 - 3 | Lube              | 28-30, 25-23, 20-25, 22-25        |
| 10ª giornata - 8 dicembre 2015 PalaCivitanova, Civitanova Marche | Lube               | 3 - 0 | Milano            | 25-20, 25-20, 25-22               |
| 11ª giornata - 13 dicembre 2015 PalaTrento, Trento               | Trentino           | 3 - 2 | Lube              | 23-25, 21-25, 25-23, 25-16, 16-14 |

#### Girone di ritorno
| 12ª giornata - 20 dicembre 2016 PalaCivitanova, Civitanova Marche | Lube              | 3 - 0 | Porto Robur Costa  | 25-21, 25-22, 25-17               |
| 13ª giornata - 17 gennaio 2016 PalaBanca, Piacenza                | Piacenza          | 1 - 3 | Lube               | 25-22, 23-25, 22-25, 17-25        |
| 14ª giornata - 24 gennaio 2016 PalaBianchini, Latina              | Top Volley Latina | 0 - 3 | Lube               | 18-25, 16-25, 17-25               |
| 15ª giornata - 31 gennaio 2016 PalaCivitanova, Civitanova Marche  | Lube              | 3 - 2 | Padova             | 20-25, 25-22, 25-14, 20-25, 17-15 |
| 16ª giornata - 3 febbraio 2016 PalaCivitanova, Civitanova Marche  | Lube              | 3 - 1 | Sir Safety Perugia | 18-25, 26-24, 25-20, 25-18        |
| 17ª giornata - 10 febbraio 2016 PalaOlimpia, Verona               | BluVolley Verona  | 1 - 3 | Lube               | 19-25, 26-28, 25-23, 21-25        |
| 18ª giornata - 13 febbraio 2016 PalaCivitanova, Civitanova Marche | Lube              | 3 - 0 | Powervolley Milano | 25-20, 25-20, 25-17               |
| 19ª giornata - 21 febbraio 2016 PalaPanini, Modena                | Modena            | 1 - 3 | Lube               | 20-25, 27-29, 31-29, 22-25        |
| 20ª giornata - 24 febbraio 2016 PalaCivitanova, Civitanova Marche | Lube              | 3 - 0 | Molfetta           | 25-17, 25-19, 25-22               |
| 21ª giornata - 28 febbraio 2016 Palazzetto dello Sport, Monza     | Milano            | 0 - 3 | Lube               | 21-25, 22-25, 16-25               |
| 22ª giornata - 6 marzo 2016 PalaCivitanova, Civitanova Marche     | Lube              | 3 - 0 | Trentino           | 25-23, 25-19, 25-17               |

#### Play-off scudetto
| Quarti di finale (gara 1) - 10 marzo 2016 PalaCivitanova, Civitanova Marche | Lube               | 3 - 2 | Top Volley Latina  | 23-25, 25-14, 24-26, 25-22, 15-13 |
| Quarti di finale (gara 2) - 13 marzo 2016 PalaOlimpia, Verona               | Top Volley Latina  | 0 - 3 | Lube               | 21-25, 17-25, 15-25               |
| Quarti di finale (gara 3) - 20 marzo 2016 PalaCivitanova, Civitanova Marche | Lube               | 3 - 0 | Top Volley Latina  | 25-21, 25-17, 25-14               |
| Semifinali (gara 1) - 9 aprile 2016 PalaCivitanova, Civitanova Marche       | Lube               | 2 - 3 | Sir Safety Perugia | 25-20, 20-25, 22-25, 25-18, 13-15 |
| Semifinali (gara 2) - 12 aprile 2016 PalaEvangelisti, Perugia               | Sir Safety Perugia | 3 - 0 | Lube               | 30-28, 25-20, 25-14               |
| Semifinali (gara 3) - 21 aprile 2016 PalaCivitanova, Civitanova Marche      | Lube               | 3 - 2 | Sir Safety Perugia | 22-25, 25-18, 14-25, 27-25, 16-14 |
| Semifinali (gara 4) - 24 aprile 2016 PalaEvangelisti, Perugia               | Sir Safety Perugia | 3 - 0 | Lube               | 25-20, 25-23, 27-25               |

### Coppa Italia

#### Fase a eliminazione diretta
| Quarti di finale (andata) - 22 dicembre 2015 PalaBianchini, Latina             | Top Volley Latina | 0 - 3 | Lube              | 20-25, 16-25, 20-25               |
| Quarti di finale (ritorno) - 14 gennaio 2016 PalaCivitanova, Civitanova Marche | Lube              | 3 - 0 | Top Volley Latina | 25-17, 25-23, 25-19               |
| Semifinali - 6 febbraio 2016 Mediolanum Forum, Assago                          | Lube              | 2 - 3 | Trentino          | 19-25, 25-17, 22-25, 27-25, 11-15 |

### Champions League

#### Fase a gironi
| 1ª giornata - 4 novembre 2015 PalaCivitanova, Civitanova Marche  | Lube           | 3 - 1 | Roeselare      | 25-18, 25-18, 24-26, 25-17 |
| 2ª giornata - 18 novembre 2015 Atlas Arena, Łódź                 | Skra Bełchatów | 1 - 3 | Lube           | 28-30, 25-18, 21-25, 20-25 |
| 3ª giornata - 3 dicembre 2015 Home Credit Arena, Liberec         | Dukla Liberec  | 0 - 3 | Lube           | 18-25, 24-26, 15-25        |
| 4ª giornata - 16 dicembre 2015 PalaCivitanova, Civitanova Marche | Lube           | 3 - 0 | Dukla Liberec  | 25-20, 25-23, 25-20        |
| 5ª giornata - 20 gennaio 2016 PalaCivitanova, Civitanova Marche  | Lube           | 3 - 0 | Skra Bełchatów | 25-16, 33-31, 25-16        |
| 6ª giornata - 26 gennaio 2016 Schiervelde, Roeselare             | Roeselare      | 3 - 1 | Lube           | 28-30, 25-19, 25-15, 25-17 |

#### Fase a eliminazione diretta
| Play-off a 12 (andata) - 16 febbraio 2016 İzmir Atatürk Voleybol Salonu, Smirne | Arkas          | 0 - 3 | Lube     | 20-25, 21-25, 19-25                                 |
| Play-off a 12 (ritorno) - 2 marzo 2016 PalaCivitanova, Civitanova Marche        | Lube           | 3 - 1 | Arkas    | 25-14, 23-25, 25-18, 32-30                          |
| Play-off a 6 (andata) - 17 marzo 2016 PalaCivitanova, Civitanova Marche         | Lube           | 3 - 2 | Halkbank | 21-25, 21-25, 25-17, 25-18, 15-11                   |
| Play-off a 6 (ritorno) - 23 marzo 2016 Başkent Voleybol Salonu, Ankara          | Halkbank       | 3 - 2 | Lube     | 27-29, 26-24, 25-22, 20-25, 15-13 Golden set: 15-17 |
| Semifinali - 16 aprile 2016 Kraków Arena, Cracovia                              | Trentino       | 3 - 0 | Lube     | 25-19, 25-20, 25-18                                 |
| Finale 3º posto - 17 aprile 2016 Kraków Arena, Cracovia                         | Asseco Resovia | 2 - 3 | Lube     | 20-25, 27-25, 25-22, 22-25, 10-15                   |

## Statistiche

### Statistiche di squadra
| Competizione     | Punti | In casa | In casa | In casa | In trasferta | In trasferta | In trasferta | Totale | Totale | Totale |
| Competizione     | Punti | G       | V       | P       | G            | V            | P            | G      | V      | P      |
| ---------------- | ----- | ------- | ------- | ------- | ------------ | ------------ | ------------ | ------ | ------ | ------ |
| Serie A1         | 59    | 15      | 13      | 2       | 14           | 11           | 3            | 29     | 24     | 5      |
| Coppa Italia     | -     | 1       | 1       | 0       | 1            | 1            | 0            | 3      | 2      | 1      |
| Champions League | 16    | 5       | 5       | 0       | 5            | 3            | 2            | 12     | 9      | 3      |
| Totale           | -     | 21      | 19      | 2       | 20           | 15           | 5            | 44     | 35     | 9      |

G = partite giocate; V = partite vinte; P = partite perse

### Statistiche dei giocatori
| Giocatore      | Serie A1 | Serie A1 | Serie A1 | Serie A1 | Serie A1 | Coppa Italia | Coppa Italia | Coppa Italia | Coppa Italia | Coppa Italia | Champions League | Champions League | Champions League | Champions League | Champions League | Totale | Totale | Totale | Totale | Totale |
| Giocatore      | P        | PT       | AV       | MV       | BV       | P            | PT           | AV           | MV           | BV           | P                | PT               | AV               | MV               | BV               | P      | PT     | AV     | MV     | BV     |
| -------------- | -------- | -------- | -------- | -------- | -------- | ------------ | ------------ | ------------ | ------------ | ------------ | ---------------- | ---------------- | ---------------- | ---------------- | ---------------- | ------ | ------ | ------ | ------ | ------ |
| K. Čebulj      | 24       | 237      | 198      | 17       | 22       | 2            | 20           | 15           | 1            | 4            | 11               | 118              | 97               | 13               | 8                | 37     | 375    | 310    | 31     | 34     |
| E. Cester      | 26       | 158      | 110      | 42       | 6        | 3            | 20           | 15           | 5            | 0            | 8                | 14               | 7                | 4                | 3                | 37     | 192    | 132    | 51     | 9      |
| M. Christenson | 27       | 100      | 44       | 37       | 19       | 3            | 14           | 2            | 6            | 6            | 12               | 28               | 10               | 16               | 2                | 42     | 142    | 56     | 59     | 27     |
| A. Corvetta    | 17       | 2        | 2        | 0        | 0        | 1            | 1            | 0            | 0            | 1            | 4                | 0                | 0                | 0                | 0                | 22     | 3      | 2      | 0      | 1      |
| A. Fei         | 20       | 145      | 123      | 15       | 7        | 2            | 5            | 4            | 0            | 1            | 8                | 57               | 51               | 4                | 2                | 30     | 207    | 178    | 19     | 10     |
| P. Gabriele    | 4        | 15       | 11       | 3        | 1        | 0            | 0            | 0            | 0            | 0            | 1                | 2                | 1                | 1                | 0                | 5      | 17     | 12     | 4      | 1      |
| J. Grebennikov | 29       | -        | -        | -        | -        | 3            | -            | -            | -            | -            | 12               | -                | -                | -                | -                | 43     | -      | -      | -      | -      |
| O. Juantorena  | 29       | 475      | 422      | 18       | 35       | 3            | 37           | 32           | 0            | 5            | 9                | 136              | 111              | 11               | 14               | 41     | 648    | 565    | 29     | 54     |
| J. Kovář       | 2        | 0        | 0        | 0        | 0        | -            | -            | -            | -            | -            | 1                | 0                | 0                | 0                | 0                | 3      | 0      | 0      | 0      | 0      |
| I. Miljković   | 22       | 242      | 208      | 16       | 18       | 3            | 41           | 39           | 2            | 0            | 10               | 91               | 83               | 2                | 6                | 35     | 374    | 330    | 20     | 24     |
| S. Parodi      | 18       | 42       | 33       | 9        | 0        | 2            | 10           | 6            | 3            | 1            | 9                | 37               | 33               | 3                | 1                | 29     | 89     | 72     | 15     | 2      |
| M. Podraščanin | 21       | 200      | 133      | 45       | 22       | 2            | 15           | 11           | 4            | 0            | 11               | 105              | 78               | 20               | 7                | 34     | 320    | 222    | 69     | 29     |
| W. Priddy      | 13       | 41       | 34       | 4        | 3        | 1            | 3            | 3            | 0            | 0            | 5                | 37               | 26               | 8                | 3                | 19     | 81     | 63     | 12     | 6      |
| G. Sabbi       | 4        | 43       | 39       | 4        | 0        | -            | -            | -            | -            | -            | 1                | 22               | 18               | 1                | 3                | 5      | 65     | 57     | 5      | 3      |
| D. Stanković   | 25       | 174      | 120      | 38       | 16       | 2            | 26           | 17           | 3            | 6            | 12               | 97               | 60               | 28               | 9                | 39     | 297    | 197    | 69     | 31     |
| M. Vitelli     | 9        | 17       | 13       | 3        | 1        | 1            | 3            | 2            | 1            | 0            | 2                | 5                | 4                | 1                | 0                | 12     | 25     | 19     | 5      | 1      |

P = presenze; PT = punti totali; AV = attacchi vincenti; MV = muri vincenti; BV = battute vincenti